# Роулинсон, Питер
Питер Роулинсон (англ. Peter Rawlinson) — британский и американский инженер, предприниматель. Он является генеральным и техническим директором компании Lucid Motors. Известен своей работой в качестве автомобильного инженера Tesla Model S и Lucid Air. Проживает в Калифорнии.

## Ранние годы
Вырос в Южном Уэльсе (Великобритания). Посещал школу в городе Коубридж недалеко от Кардиффа. Прежде чем стать инженером, подумывал о том, чтобы поступить в художественную школу. Учился в Имперском колледже Лондона, окончив факультет машиностроения в 1979 году.

## Карьера

### До прихода в Tesla
Роулинсон занимал несколько должностей в автомобильной промышленности Великобритании, в том числе роль главного инженера в Jaguar, Lotus Cars и руководителя отдела разработки автомобилей в Corus Automotive.

### Tesla (2010—2013)
После прихода в Tesla в 2010 году, занимал должность вице-президента по разработке транспортных средств и главного инженера по автомобилям модели Tesla Model S. В его обязанности входили техническое исполнение и поставки Model S. Улучшал конструкцию (в особенности трансмиссию электромобиля) и производство в течение трёх лет.

### Lucid Motors (с 2013—н. в.)
Питер присоединился к Lucid Motors в 2013 году в качестве технического директора и был назначен генеральным директором в 2019 году. Курирует разработку Lucid Air совместно с Дереком Дженкинсом, первой модели молодого автопроизводителя. В 2021 году вывел компанию на биржу.

## Критика
Роулинсон неоднократно заявлял, что большая часть его опыта основана на работе в качестве главного инженера в Tesla. Однако Илон Маск оспаривал это утверждение у себя в Твиттере:
Роулинсон никогда не был главным инженером. Он прибыл после того, как был изготовлен прототип Model S, покинул компанию до того, как все стало жёстко, и отвечал только за конструкцию кузова, а не за трансмиссию, аккумулятор, программное обеспечение, производство или дизайн
В ответ на это, Питер в интервью Axios указывал на то, что в его визитных карточках от Tesla и документах комиссии по ценным бумагам была указана должность «главный инженер Model S».